# 及川知浩
及川 知浩（おいかわ ともひろ、1975年12月4日 - ）は、日本の男性シュートボクサー、キックボクサー。大阪府大阪市出身。龍栄武舘及川道場所属。同じくシュートボクサーのナグラチューン・マーサM16（及川政浩）は実弟。

## 来歴
元シュートボクシングスーパーフェザー級王者。
子供の頃から空手を学び、各地の大会に飛び入りしては賞を攫って行く「大会荒らし」として知られる。２２歳でグローブ空手の門を叩き、１年後にはプロへと転向。同階級の選手と比しても決して恵まれているとはいえない体躯を猛烈な練習量と持ち前の探究心で克服し、デビュー僅か２年で日本王者の座に上り詰める。
2002年3月、キングコンバット２００２・６０kgトーナメント初戦で小石原勝に判定負け。
2002年9月22日、SB日本スーパーフェザー級タイトルマッチで王者前田辰也に右ストレートでKO勝ちし、王座を獲得した。
2003年7月、松浦知希にＫＯ負けし王座陥落。2004年6月、松浦知希に判定勝ちし王座返り咲き。
その後延べ１０年の長きに渡りベルトを保持、団体の枠を越えた『絶対王者』として勇名を轟かせる一方、その座に甘んずることなく積極的に他流派との戦いに身を投じ、数多の王者対決を繰り広げ格闘技界を席巻。あくまで強さを求め、リスクを厭わず戦いに挑むその姿を称し『現代のサムライ』とも呼ばれる。
2005年9月、ＩＫＵＳＡ-ＧＰ準決勝で山本真弘に判定負け。2006年11月、石川剛司にＴＫＯ勝ち。2008年12月ＴＯＵＩＴＳＵライト級トーナメント準決勝で石井宏樹に判定負け。
2007年3月31日龍栄武舘（りゅうえいぶかん）を設立。目先の勝ち負けにとどまらない、真の意味での強さを備えた人格育成を標榜し、選手でありながら道場主として、指導者として、多岐にわたる活躍を見せる。また、多くのプロモーションが東京に集中する中、あくまで『大阪で強くなる』事にこだわり続け、結果有形無形のハンデキャップを乗り越え4人もの王者を育成。都合8本（2013年7月時点）のベルトを道場にもたらし、自身の指導方法の正しさを証明するとともに『大阪に及川道場あり』とその名を全国に知らしめる。
所属選手のみならず、多くの他流派選手にも門戸を開いており、積極的に出稽古を受け入れるその姿勢は一在阪ジムにとどまらない、『関西キック界の虎の穴』としてつとに知られる。
2013年12月23日に現役を引退。その後も及川道場の道場長として活動していたが、RENAが2015年6月にシーザージムに移籍し、さらに「妹分」のMIOも翌2016年6月にRENAの後を追ってシーザージムに移籍。看板選手を2人共失った及川道場は同年6月26日をもってシュートボクシング協会を脱退した。

## 戦績

### プロキックボクシング
| キックボクシング 戦績 | キックボクシング 戦績 | キックボクシング 戦績 | キックボクシング 戦績 | キックボクシング 戦績 | キックボクシング 戦績 | キックボクシング 戦績 |
| --------------------- | --------------------- | --------------------- | --------------------- | --------------------- | --------------------- | --------------------- |
| 41 試合               | (T)KO                 | 判定                  | その他                | 引き分け              | 無効試合              |                       |
| 28 勝                 | 13                    | 15                    | 0                     | 0                     | 0                     |                       |
| 13 敗                 | 5                     | 8                     | 0                     | 0                     | 0                     |                       |

| 勝敗 | 対戦相手                         | 試合結果                                     | 大会名 | 開催年月日     |
| ×    | キ・ヒュク・チョイ               | 2R TKO（タオル投入）                         | SHOOT BOXING 2011「ヤングシーザー杯OSAKA -SB165- "ALPINISME vol.1"」                                                  | 2011年1月30日  |
| ×    | DJ.taiki                         | 2R 2:18 KO（フック連打）                     | SHOOT BOXING WORLD TOURNAMENT S-cup 2010                                                                              | 2010年11月23日 |
| ○    | パジョンスック・ポー.プラムック  | 3R終了 判定3-0                               | SHOOT BOXING 25TH ANNIVERSARY SERIES 第2戦 維新-ISHIN- 其の弐                                                         | 2010年4月11日  |
| ○    | 鈴木博昭                         | 5R終了 判定3-0                               | SHOOT BOXING 2009 武志道-bushido- 其の四 【SB日本スーパーフェザー級タイトルマッチ】                                   | 2009年9月4日   |
| ×    | 鈴木博昭                         | 3R 3:00 KO（フック連打）                     | SHOOT BOXING 2009 武志道-bushido- 其の参                                                                              | 2009年6月1日   |
| ×    | 石井宏樹                         | 3R終了 判定0-3                               | KING OF KINGS TOUITSU in KOBE 【TOUITSU ライト級初代王者決定トーナメント 準決勝】                                     | 2008年12月23日 |
| ○    | 森本達也                         | 3R+延長R終了 判定3-0                         | KING OF KINGS TOUITSU in KOBE 【TOUITSU ライト級初代王者決定トーナメント 1回戦】                                      | 2008年12月23日 |
| ×    | 壮泰                             | 3R終了 判定0-3                               | マーシャルアーツ日本キックボクシング連盟 「BREAK THROUGH-5 〜打破〜 新東金ジム30周年記念 戦場の狼IV」                 | 2008年7月20日  |
| ○    | 石川剛司                         | 5R終了 判定2-0                               | SHOOT BOXING 2008 火魂〜Road to S-cup〜 其の弐 【SB日本スーパーフェザー級タイトルマッチ】                             | 2008年4月4日   |
| ×    | ジュン・ビュング                 | 5R+延長2R終了 判定0-3                        | SHOOT BOXING 2007 無双〜MU-SO〜 其の伍                                                                                | 2007年12月23日 |
| ○    | 阿部裕幸                         | 3R 1:06 TKO（右ローキック）                  | SHOOT BOXING BATTLE SUMMIT GROUND ZERO TOKYO 2007                                                                     | 2007年10月28日 |
| ○    | 末廣智明                         | 3R終了 判定3-0                               | SHOOT BOXING 2007 無双〜MU-SO〜 其の四                                                                                | 2007年9月30日  |
| ○    | 三原日出男                       | 1R終了時 TKO（ドクターストップ：頭部カット） | SHOOT BOXING 2007 無双〜MU-SO〜 其の参                                                                                | 2007年7月28日  |
| ○    | ツァン・ジャヒ                   | 5R終了 判定3-0                               | SHOOT BOXING NEO ΟΡΘΡΟΖ Series 〜FINAL〜                                                                              | 2006年12月3日  |
| ○    | 石川剛司                         | 3R 0:49 TKO（ドクターストップ：眉間カット）  | SHOOT BOXING WORLD TOURNAMENT S-cup 2006                                                                              | 2006年11月3日  |
| ○    | ヌアナパー・チョー・チャナンモー | 5R終了 判定3-0                               | 龍生塾「The Forth IV」                                                                                                | 2006年10月22日 |
| ×    | ラジャサクレック・ソーワラピン   | 1R 0:50 TKO（額カット）                      | SHOOT BOXING NEO ΟΡΘΡΟΖ Series 3rd                                                                                    | 2006年5月26日  |
| ○    | 竹村健二                         | 3R 2:49 TKO（レフェリーストップ：額カット）  | SHOOT BOXING NEO ΟΡΘΡΟΖ Series 2nd                                                                                    | 2006年3月25日  |
| ×    | 山本真弘                         | 3R終了 判定0-3                               | IKUSA GP -U60 SUPERSTAR☆Z TOURNAMENT -FINAL STAGE- 【IKUSA -U60 GP 準決勝】                                           | 2005年9月19日  |
| ○    | 大高一郎                         | 3R終了 判定2-0                               | IKUSA GP -U60 SUPERSTAR☆Z TOURNAMENT -Opening Stage- 【IKUSA -U60 GP 1回戦】                                          | 2005年6月18日  |
| ○    | ジェフリーマヌーパサ             | 1R 0:53 KO（右ストレート）                   | SHOOT BOXING 20th Anniversary Series "STAND UP!"                                                                      | 2005年4月29日  |
| ○    | ダン・ローリングス               | 5R終了 判定3-0                               | SHOOT BOXING ∞-S 〜infinity-S〜 Vol.6                                                                                 | 2004年12月3日  |
| ○    | 梅下湧暉                         | 5R終了 判定3-0                               | 龍生塾「THE FORCE 2」                                                                                                 | 2004年9月26日  |
| ○    | 松浦知希                         | 5R終了 判定3-0                               | SHOOT BOXING ∞-S 〜infinity-S〜 Vol.3 【SB日本スーパーフェザー級タイトルマッチ】                                      | 2004年6月4日   |
| ○    | 歌川暁文                         | 5R終了 判定3-0                               | SHOOT BOXING ∞-S 〜infinity-S〜 Vol.1                                                                                 | 2004年2月1日   |
| ×    | テーワリットノーイ・SKVジム      | 延長R終了 判定0-1                            | 龍生塾「THE FORCE」                                                                                                   | 2003年9月21日  |
| ×    | 松浦知希                         | 3R 1:44 KO                                   | SHOOT BOXING "S" of the world Vol.4 【SB日本スーパーフェザー級タイトルマッチ】                                        | 2003年7月4日   |
| ○    | カチャスック・ピサヌラチャイ     | 5R 1:26 TKO（タオル投入）                    | SHOOT BOXING "S" of the world Vol.2                                                                                   | 2003年4月13日  |
| ×    | 対海波                           | 3R終了 判定                                  | 中国散打国際交流試合                                                                                                  | 2002年10月26日 |
| ○    | 前田辰也                         | 5R 1:31 KO（右ストレート）                   | SHOOT BOXING The age of "S" Vol.4 【SB日本スーパーフェザー級タイトルマッチ】                                          | 2002年9月22日  |
| ○    | 三原日出男                       | 1R 2:51 TKO（ドクターストップ：顔面カット）  | 龍生塾「どついたるねん9」                                                                                             | 2002年8月25日  |
| ×    | 小石原勝                         | 3R終了 判定0-2                               | MA日本キックボクシング連盟「KING COMBAT-2002 -KICK BOXING 60kg TOURNAMENT 日本最強決定戦」 【60kgトーナメント 1回戦】 | 2002年3月30日  |
| ○    | 高久雅裕                         | 3R 0:55 TKO                                  | SHOOT BOXING The age of "S" Vol.1                                                                                     | 2002年2月1日   |
| ○    | 高屋敷哲明                       | 3R KO                                        | シュートボクシング クラブファイト                                                                                     | 2001年12月23日 |
| ○    | 三原日出男                       | 1R 2:41 KO                                   | SHOOT BOXING Be a Champ 4th stage                                                                                     | 2001年11月20日 |
| ○    | 田村聡太                         | 2R KO                                        | シュートボクシング フレッシュバトル2001                                                                               | 2001年8月19日  |
| ○    | 市政貴文                         | 3R終了 判定3-0                               | 龍生塾「どついたるねん8」                                                                                             | 2001年6月24日  |
| ○    | 高久雅裕                         | 3R終了 判定2-0                               | SHOOT BOXING Be a Champ 2nd stage                                                                                     | 2001年4月30日  |
| ○    | 工藤純志                         | 3R終了 判定3-0                               | 迎撃覇者 | 2001年4月15日  |
| ×    | 三原日出男                       | 3R終了 判定0-3                               | SHOOT BOXING INVADE 3rd Stage                                                                                         | 2000年5月21日  |
| ○    | 白井真                           | 1R 3:58 TKO                                  | SHOOT BOXING The beginning of millennium fight 【フレッシュマンクラス】                                               | 2000年4月7日   |

### エキシビションマッチ
| 勝敗 | 対戦相手 | 試合結果  | 大会名                        | 開催年月日   |
| －   | 寒川慶一 | 3分2R終了 | SPEED【エキシビションマッチ】 | 2007年1月6日 |

## 獲得タイトル
- プロ
  - シュートボクシング日本スーパーフェザー級王座